# Port Hercule
Port Hercule är en hamn i Monaco.  Den ligger i kommunen Monaco-Ville. 